# ArXiv

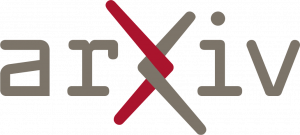
ArXiv Logo

arXiv (genannt The Archive) ist eine kuratierte digitale Plattform zum Austausch von Forschungsergebnissen aus den Bereichen Physik, Mathematik, Informatik, Statistik, Finanzmathematik, Biologie, Elektroingenieurwesen und Systemwissenschaft sowie Wirtschaftswissenschaften. Ausgesprochen wird arXiv als „archive“ (englisch), wobei das X für das griechische χ steht.

## Geschichte
Noch vor dem Aufkommen des World Wide Webs begann Paul Ginsparg 1991 am Los Alamos National Laboratory (LANL) mit der Archivierung von Physik-Artikeln. Sein Server sollte Physikern zum schnellen Austausch von Preprints dienen, einer Praxis, die unter Teilchenphysikern bereits etabliert war – der Server sollte diese Kommunikationsform erleichtern. Die anderen Disziplinen kamen nach und nach hinzu. Innerhalb der nächsten zehn Jahre entwickelte sich arXiv.org zu einer stark frequentierten Plattform mit etwa 3000 neu hochgeladenen Dokumenten und vier Millionen Zugriffen im Monat (Stand 2002). Das Archiv wird an der Cornell University betrieben und wurde bis September 2024 weltweit gespiegelt.
Der Mathematiker Grigori Perelman wurde 2006 für den Beweis der Poincaré-Vermutung, der exklusiv auf arXiv, und nicht, wie sonst üblich, in einer Fachzeitschrift veröffentlicht wurde, mit der Fields-Medaille ausgezeichnet.
Am 3. August 2008 erreichte arXiv.org die Marke von 500.000 Artikeln. Im Dezember 2014 überschritt die Anzahl der Artikel eine Million. Bis 2020 stieg die Rate der eingereichten Dokumente auf über 12.000 pro Monat und etwa 1,7 Millionen Veröffentlichungen gesamt. Pro Monat wurden im Jahr 2020 – ohne die Spiegelserver gerechnet – etwa 25 Millionen Veröffentlichungen heruntergeladen. Pro Tag werden bis zu 1200 Aufsätze eingereicht. Am 3. Januar 2022 wurde auf arXiv.org der zweimillionste Aufsatz veröffentlicht.
Aufgrund der Schnelligkeit des Mediums Internet werden Veröffentlichungen zunehmend online auf arXiv statt in den betreffenden Printpublikationen gelesen. 2017 startete das Projekt arXiv Next Generation (arXiv NG), das das klassische System schrittweise ablösen soll, u. a. die monolithische, meist in Perl geschriebene Legacy-Codebasis, durch in Python geschriebene Dienste. 2020 wurde Eleonora Presani erste „Executive director“.

## System
Artikel werden auf arXiv ohne das bei wissenschaftlichen Publikationen sonst übliche Peer-Review veröffentlicht. Dennoch werden eingesandte Artikel von einem Experten des jeweiligen Fachgebietes auf wissenschaftliche Relevanz und das Einhalten formaler Standards überprüft und gegebenenfalls abgelehnt. Außerdem ist das Ablegen von Artikeln auf dem System seit 2004 nur noch möglich, wenn dies durch einen bereits etablierten Autor gebilligt wird (endorsement) oder wenn ein Rechner einer vertrauenswürdigen Domain benutzt wird. Diese Hürde wurde notwendig, um Spam oder grobe Verletzungen der Regeln wissenschaftlichen Publizierens zu vermeiden. Das Endorsement-System ist jedoch in die Kritik geraten. Zum einen, weil es keine konkreten Kriterien für die Auswahl und Einordnung der Aufsätze nennt und zum andern, weil es etablierte Gruppen und Forschungseinrichtungen bevorzugt. arXiv verarbeitet eine große Anzahl von Einreichungen mit minimalen menschlichen Eingriffen. Bevor Beiträge die Moderatoren erreichen, überwinden sie eine Reihe von Hürden, zu denen ein selbst entwickeltes und sich ständig weiterentwickelndes Software-Filtersystem gehört. Für Autoren, die herausgefiltert werden, kann dies jedoch erhebliche negative Folgen haben.
Die Unterhaltskosten für arXiv stellen für die Cornell University Library aufgrund von Etatkürzungen eine Belastung dar. Daher bat sie im Januar 2010 solche Einrichtungen, deren Wissenschaftler intensiv arXiv-Dokumente herunterladen, um freiwillige finanzielle Unterstützung. Seither erhält arXiv regelmäßig finanzielle Unterstützung z. B. von deutschen Wissenschaftsorganisationen, die daraufhin auch gemeinsam mit der Cornell-Universität im Kopfbereich der arXiv-Seiten genannt werden. Dieses Konzept der Spendeneinwerbung bei interessierten Nutzern ermöglicht die fortgeführte Anwendung des Open-Access-Prinzips: Leser und auch Autoren können die Dokumentenspeicherung auf arXiv auch weiterhin kostenlos nutzen. Insgesamt gilt das Archiv aber als chronisch unterfinanziert; auch fehlt es an Mitarbeitern.